# Уктеєво
Укте́єво (рос. Уктеево, башк. Үктәй) — село у складі Іглінського району Башкортостану, Росія. Входить до складу Уктеєвської сільської ради.
Населення — 397 осіб (2010; 346 в 2002).
Національний склад:
- башкири — 87 %